# Jan-David Rönfeldt
Jan-David Rönfeldt (* 2. September 1974 in Hamburg) ist ein deutscher Synchronsprecher und Schauspieler.
Rönfeldt begann 1986 seine Arbeit als Synchronsprecher in Hamburg. Seit 1996 fungiert er ebenfalls als Werbesprecher, und in Berlin ist er seit 2001 auch als Dialogregisseur tätig.

## Synchronrollen (Auswahl)
Ludacris
- 2003: 2 Fast 2 Furious als Tej Parker
- 2005: Hustle & Flow als Skinny Black
- 2011: Fast & Furious Five als Tej Parker
- 2013: Fast & Furious 6 als Tej Parker
- 2015: Fast & Furious 7 als Tej Parker
- 2017: Fast & Furious 8 als Tej Parker
- 2021: Fast & Furious 9 als Tej Parker
- 2023: Fast & Furious 10 als Tej Parker

Lyriq Bent
- 2005: Saw II als Officer Rigg
- 2006: Saw III als Officer Rigg
- 2007: Saw IV als Officer Rigg
- 2008: Saw V als Officer Rigg
- 2015: Pay the Ghost als Jordan

Scott Adkins
- 2006: Undisputed 2 als Yuri Boyka
- 2010: Undisputed III: Redemption als Yuri Boyka
- 2012: El Gringo als El Gringo
- 2012: The Expendables 2 als Hector
- 2013: Hooligans 3 – Never Back Down als Danny
- 2013: Ninja – Pfad der Rache als Casey Bowman
- 2015: Close Range als Colton MacReady
- 2015: Wolf Warrior als Tomcat
- 2016: Boyka: Undisputed IV als Boyka
- 2016: Hard Target 2 als Wes Baylor
- 2016: Jarhead 3 – Die Belagerung als Gunny Raines
- 2017: Savage Dog als Martin Tillman
- 2018: The Debt Collector als French
- 2018: Incoming als Reiser
- 2019: Avengement als Cain Burgess
- 2019: Ip Man 4: The Finale als Barton Geddes

Snoop Dogg
- 2004: Starsky & Hutch als Huggy Bear
- 2006: Hood of Horror als HOH/Devon
- 2007: Arthur und die Minimoys als Max
- 2009: Arthur und die Minimoys 2 – Die Rückkehr des bösen M als Max
- 2010: Big Time Rush (Fernsehserie) als Snoop Dogg
- 2013: Scary Movie 5 als Ja’ Marcus
- 2013: Turbo – Kleine Schnecke, großer Traum als Checker

### Filme
- 2001: Detektiv Conan: Countdown zum Himmel – Yukitoshi Hori als Gin
- 2002: Jackass: The Movie – Ryan Dunn als Ryan Dunn
- 2003: College Animals – Courtney Gains als Lorenzo
- 2006: Sie waren Helden – Anthony Mackie als Nate Ruffin
- 2006: Little Man – Tracy Morgan als Percy
- 2006: Jackass: Nummer Zwei – Ryan Dunn als Ryan Dunn
- 2007: Bee Movie – Das Honigkomplott – Chris Rock als Mücke
- 2007: Ghost Rider – Duncan Young als Skinhead
- 2008: Lauschangriff – My Mom’s New Boyfriend – Tom Adams als Niko Evangelatos
- 2009: Afro Samurai – Resurrection – Samuel L. Jackson als Afro Samurai/Ninja Ninja
- 2009: Detektiv Conan: Der nachtschwarze Jäger – Yukitoshi Hori als Gin
- 2010: Death Race 2 – Luke Goss als Carl „Luke“ Lucas
- 2012: Death Race: Inferno – Luke Goss als Carl „Luke“ Lucas
- 2012: Mass Effect: Paragon Lost – Freddie Prinze jr. als Lieutenant James Vega
- 2013: 12 Years a Slave – Craig Tate als John
- 2013: Star Trek Into Darkness – Jason Matthew Smith als Cupcake
- 2014: Monsieur Claude und seine Töchter – Medi Sadoun als Rachid Benassem
- 2015: Straight Outta Compton – O’Shea Jackson junior als Ice Cube
- 2017: All Eyez On Me – Dominic Santana als Suge Knight
- 2018: Black Panther – Michael B. Jordan als Erik Killmonger
- 2019: Monsieur Claude 2 – Medi Sadoun als Rachid Benassem
- 2019: Child’s Play – Brian Tyree Henry als Detective Mike Norris
- 2019: Godzilla II: King of the Monsters – O’Shea Jackson junior als Officer Barnes
- 2019: Joker – Brian Tyree Henry als Carl
- 2020: The Trial of the Chicago 7 – Yahya Abdul-Mateen II als Bobby Seale
- 2022: Dragon Ball Super: Super Hero als Magenta
- 2022: The Guardians of the Galaxy Holiday Special – Bradley Cooper als Stimme von Rocket Racoon
- 2022: Ein Triumph – Saïd Benchnafa als Nabil
- 2023: John Wick: Kapitel 4 – Scott Adkins als Stimme von „Killa Harkan“

### Serien
- 2002–2010: Kenny vs. Spenny – Kenny Hotz als Kenny
- 2004: Tenjo Tenge – Shin’ichirō Miki als Bob Makihara
- 2005–2006: Desperate Housewives – Mehcad Brooks als Matthew Applewhite
- 2006: Tsubasa Chronicle – Tetsu Inada als Kurogane
- 2007: Afro Samurai – Samuel L. Jackson als Afro Samurai/Ninja Ninja
- 2007: Devil May Cry – Toshiyuki Morikawa als Dante
- 2008: The Spectacular Spider-Man – Clancy Brown als Rhino
- 2008: Underbelly – Krieg der Unterwelt – Nathaniel Dean als Sidney Martin
- 2008: Vampire Knight – Mamoru Miyano als Zero Kiryû
- 2008–2010: The Wire – Idris Elba als Russell „Stringer“ Bell
- 2009: Dr. House – Mos Def als Lee
- 2011: Californication – Michael Ealy als Ben
- 2012: Pandora Hearts – Tooru Ookawa als Zai Vessalius
- 2012: Dexter – Mos Def als Brother Sam
- 2013–2014: Agents of S.H.I.E.L.D. – J. August Richards als Mike Peterson
- 2013–2021: Brooklyn Nine-Nine – Craig Robinson als Doug Judy
- seit 2013: Chicago Fire – Joe Minoso als Joe Cruz
- 2014: Clannad – Ryoutarou Okiayu als Akio Furukawa
- 2014: Game of Thrones – Yuriy Kolokolnikov als Styr
- 2014–2015: The Knick – André Holland als Dr. Algernon Edwards
- 2015: Clannad After Story – Ryoutarou Okiayu als Akio Furukawa
- 2015: Black Sails – Robert Hobbs als Jenks
- 2015–2017 Bates Motel – Ryan Hurst als Chick Hogan
- 2015–2017: Zoo – Nonso Anozie als Abraham Kenyatta
- 2015–2022: Peaky Blinders – Gangs of Birmingham – Tom Hardy als Alfie Solomons
- 2017–2020: Suburra: Blood on Rome – Alessandro Borghi als Aureliano Adami
- 2019: Fire Force – Kenjiro Tsuda als Joker
- 2018: Die Schule der magischen Tiere – Abgefahren! – als Rick das Krokodil
- 2021: What If…? – Michael B. Jordan als  N’Jadaka/Erik „Killmonger“ Stevens
- 2021–2023: Gossip Girl (Fernsehserie) als Nick Lott
- 2022: Ich bin Groot – Bradley Cooper als Stimme von Rocket Racoon

- 2024: The Walking Dead: The Ones Who Live – Craig Tate als Donald Okafor

### Videospiele
- 2010: Rico „Scorpio“ Rodriguez in Just Cause 2
- 2012: James Vega in Mass Effect 3
- 2013: Psycho in Crysis 3
- 2016: Lincoln Clay in Mafia III
- 2016: Horatio in Watch Dogs 2
- 2016: Sprecher des Radiosender’s „Block Party“ in Forza Horizon 3
- 2017: Taharqa in Assassin’s Creed Origins
- 2018: Vagabund in Destiny 2: Forsaken
- 2020: Placide in Cyberpunk 2077
- 2022: Rydell in Need For Speed Unbound